# Всероссийский съезд Советов
Всеросси́йский съезд сове́тов рабо́чих, крестья́нских, красноарме́йских и каза́чьих депута́тов — собрание представителей советов рабочих депутатов, советов крестьянских депутатов и прочих организаций, высший государственный орган РСФСР согласно конституциям 1918 и 1924 годов. Наибольшее число делегатов (1 296) включал V Всероссийский съезд Советов (1918). На периоды между съездами в качестве замещающего органа формировался ВЦИК.

## История
До 1917 года Съезды Советов не созывались, а сами Советы не были органами государственной власти. I Всероссийский съезд Советов рабочих и солдатских депутатов, созванный по решению Всероссийского совещания Советов и проходивший 3 — 24 июня (16 июня — 7 июля) 1917 года, был представлен в основном проправительственными партиями (эсеры и др.) и подтвердил легитимность Временного правительства России в осуществлении исполнительной власти. Ситуация резко изменилась, когда в результате Октябрьской революции было низложено Временное правительство России; II Всероссийский съезд Советов рабочих и солдатских депутатов 25 октября (7 ноября) 1917 года объявил о взятии власти в свои руки. После открытого сопротивления левых эсеров они были запрещены, однако съезды всё ещё были многопартийным органом власти, и до 1921 года крупной оппозицией большевикам были меньшевики-мартовцы, запрещённые постановлением "О меньшевиках" в 1921 году. К 1924 году большевики стали единственной легальной партией.
Съезд прекратил существование в конце конституционной реформы 1936 — 1938, когда сначала на союзном, а затем и на республиканском уровнях в России были введены прямые выборы Советов всех уровней.

## Порядок формирования
По Конституциям РСФСР 1918 года и 1925 года, Съезд формировался из представителей городских Советов (по расчету 1 депутат на 25000 избирателей) и съездов Советов губернских (областных) и автономных республик (1 депутат на 125 тыс. жителей).
Выборы на съезды Советов были многоступенчатыми и проводились на основе единого избирательного права. В выборах делегатов съездов Советов избиратели участвовали опосредованно через делегатов, последовательно, волостных, уездных и губернских съездов Советов, а избиратели крупных городов — через делегатов городских Советов. Голосование на выборах было открытым. В силу концепции о руководящей роли рабочего класса за ним были закреплены избирательные преимущества перед крестьянством.
Советские представительные органы не предусматривали постоянного функционирования. Депутаты не освобождались от деятельности по основному месту работы, поэтому съезды Советов могли собираться лишь периодически. По Конституции 1918 года съезд должен был созываться не реже двух раз в год. IX Всероссийский съезд Советов (декабрь 1921 года) установил созыв съездов один раз в год. Кроме очередных, в случае необходимости, могли созываться и чрезвычайные съезды Советов. Инициатива их созыва принадлежала ВЦИКу. Также юридически чрезвычайный съезд мог быть созван по требованию Советов местностей, насчитывающих не менее одной трети населения.
В действительности же в период 1919 — 1922 съезды собирались один раз в год. В дальнейшем, до принятия Конституции РСФСР 1937 года и отмены созыва съездов, съезды Советов РСФСР собирались всего 7 раз.

## Полномочия
По Конституции 1918 года Съезд именовался «высшей властью Российской Социалистической Федеративной Советской Республики». В соответствии с Конституцией (статья 49) Съезду и ВЦИКу принадлежало ведение «всех вопросов общегосударственного значения», а именно:
а) Утверждение, изменение и дополнение Конституции Российской Социалистической Федеративной Советской Республики.
б) Общее руководство всей внешней и внутренней политикой Российской Социалистической Федеративной Советской Республики.
в) Установление и изменение границ, а равно отчуждение частей территории Российской Социалистической Федеративной Советской Республики, или принадлежащих ей прав.
г) Установление границ и компетенции областных Советских союзов, входящих в состав Российской Социалистической Федеративной Советской Республики, а также разрешение споров между ними.
д) Принятие в состав Российской Социалистической Федеративной Советской Республики новых сочленов Советской Республики и признание выхода из Российской Федерации отдельных частей её.
е) Общее административное разделение территории Российской Социалистической Федеративной Советской Республики и утверждение областных объединений.
ё) Установление и изменение системы мер, весов и денег на территории Российской Социалистической Федеративной Советской Республики.
ж) Сношение с иностранными государствами, объявление войны и заключение мира.
з) Заключение займов, таможенных и торговых договоров, а равно финансовых соглашений.
и) Установление основ и общего плана всего народного хозяйства и отдельных его отраслей на территории Российской Социалистической Федеративной Советской Республики.
й) Утверждение бюджета Российской Социалистической Федеративной Советской Республики.
к) Установление общегосударственных налогов и повинностей.
л) Установление основ организации вооруженных сил Российской Социалистической Федеративной Советской Республики.
м) Общегосударственное законодательство, судоустройство и судопроизводство, гражданское, уголовное законодательство и пр.
н) Назначение и смещение как отдельных членов Совета Народных Комиссаров, так и всего Совета Народных Комиссаров в целом, а также утверждение Председателя Совета Народных Комиссаров.
о) Издание общих постановлений о приобретении и утрате прав российского гражданства и о правах иностранцев на территории Республики.
п) Право амнистии, общей и частичной.
Согласно статье 51 к исключительному ведению Съезда подлежало:
а) Установление, дополнение и изменение основных начал Советской Конституции.
б) Ратификация мирных договоров.
Статья 52 устанавливала, что ВЦИК может решать вопросы общегосударственного значения (кроме вопросов основных начал Конституции и ратификации мирных договоров) лишь при невозможности созыва Всероссийского Съезда Советов (то есть в период между Съездами), тем самым подтверждался приоритет последнего.
В соответствии с Конституцией 1925 года к исключительному ведению Съезда относилось:
а) установление, дополнение и изменение основных начал Конституции (Основного закона) Российской социалистической федеративной советской республики и окончательное утверждение частичных дополнений и изменений Конституции (Основного закона) Российской социалистической федеративной советской республики, принятых сессиями Всероссийского центрального исполнительного комитета советов в период между Всероссийскими съездами советов;
б) окончательное утверждение конституций автономных советских социалистических республик, а также дополнений и изменений этих конституций.
К предметам совместного ведения ВЦИК и Съезда Конституция 1925 года относила:
а) общее руководство всей политикой и народным хозяйством Российской Социалистической Федеративной Советской Республики;
б) утверждение решений съездов советов отдельных национальностей о выделении их в автономные советские социалистические республики и области, установление границ автономных советских социалистических республик, входящих в состав Российской социалистической федеративной советской республики, утверждение конституций их, утверждение дополнений и изменений этих конституций, а также разрешение споров между автономными советскими социалистическими республиками и между ними и другими частями Федерации;
в) изменение границ Российской социалистической федеративной советской республики, общее административное разделение территории Российской социалистической федеративной советской республики и утверждение краевых и областных объединений;
г) установление, в соответствии с законодательством Союза Советских Социалистических Республик, плана всего народного хозяйства и отдельных отраслей его на территории Российской Социалистической Федеративной Советской Республики;
д) утверждение бюджета Российской Социалистической Федеративной Советской Республики, как части единого государственного бюджета Союза Советских Социалистических Республик;
е) установление, в соответствии с Конституцией и законодательством Союза Советских Социалистических Республик, государственных и местных налогов, сборов и неналоговых доходов, а также заключение внешних и внутренних займов Российской Социалистической Федеративной Советской Республики;
ё) верховный контроль над государственными доходами и расходами Российской Социалистической Федеративной Советской Республики;
ж) утверждение кодексов законов Российской Социалистической Федеративной Советской Республики, в соответствии с Конституцией Союза Советских Социалистических Республик;
з) отмена и изменение постановлений съездов советов автономных советских социалистических республик и автономных областей, а также других местных съездов советов, нарушающих настоящую Конституцию (Основной закон) или постановления верховных органов Российской социалистической федеративной советской республики;
и) отмена постановлений съездов советов автономных советских социалистических республик и автономных областей, а также других местных съездов советов, нарушающих настоящую Конституцию или постановления верховных органов Российской Социалистической Федеративной Советской Республики.

## Хронология Всероссийских Съездов Советов
| №                                                               | Дата                                         | Место проведения | Основные решения/события |
| --------------------------------------------------------------- | -------------------------------------------- | ---------------- | --- |
| I Всероссийский съезд Советов крестьянских депутатов            | 4—28 мая 1917                                | Петроград        | Большинство на съезде принадлежало эсерам. |
| I Всероссийский съезд Советов рабочих и солдатских депутатов    | 3—24 июня (16 июня — 7 июля) 1917            | Петроград        | Большинство на съезде принадлежало эсерам и меньшевикам. Принята резолюция, призывающая поддержать Временное правительство России. Съезд одобрил июньское наступление армии. Вопреки призыву Съезда 18 июня была проведена колоссальная демонстрация под лозунгами большевиков. Основными её лозунгами были: «Долой войну!», «Долой десять министров-капиталистов!», «Вся власть Советам!» |
| II Всероссийский съезд Советов рабочих и солдатских депутатов   | 25—27 октября (7—9 ноября) 1917              | Петроград        | Одобрил свержение Временного правительства, Принял: Декреты о мире и о земле, Декларацию прав народов России, сформировал правительство — Совет народных комиссаров во главе с Лениным, Постановление «Об отмене смертной казни». |
| Чрезвычайный Всероссийский съезд Советов крестьянских депутатов | 11—25 ноября 1917                            | Петроград        | Большинство на съезде принадлежало левым эсерам |
| II Всероссийский съезд Советов крестьянских депутатов           | 26 ноября — 10 декабря (9 — 23 декабря) 1917 | Петроград        | Большинство на съезде принадлежало эсерам. В состав II съезда вошли депутаты Чрезвычайного Всероссийского съезда Советов крестьянских депутатов. |
| III Всероссийский съезд Советов                                 | 10—18 (23—31 января) 1918                    | Петроград        | Утверждение Декларации прав трудящегося и эксплуатируемого народа, О федеральных учреждениях Российской Республики (докладчик И. В. Сталин), О войне и мире (докладчик Л. Д. Троцкий), Утверждение закона о социализации земли (докладчик А. Л. Колегаев), объявил Россию Советской Федеративной Социалистической республикой (РСФСР).                                                     |
| IV Всероссийский съезд Советов                                  | 14—16 марта 1918                             | Москва           | Утвердил Брестский мирный договор, санкционировал решение ВЦИК о переносе столицы в Москву. |
| V Всероссийский съезд Советов                                   | 4—10 июля 1918                               | Москва           | Принял Конституцию РСФСР 1918 г. |
| VI Всероссийский съезд Советов                                  | 6—9 ноября 1918                              | Москва           | Съезд обратился к государствам, ведущим войну против Советской России, с предложением начать переговоры о заключении мира. Были приняты постановления о ликвидации комитетов деревенской бедноты. |
| VII Всероссийский съезд Советов                                 | 5—9 декабря 1919                             | Москва           | Съезд обсудил вопросы: о военном положении, советском строительстве, продовольственном положении, о топливе и др.; принял резолюцию «О мире». На съезде впервые участвовали в работе представители национальных республик — Башкирии, Киргизии, Туркестана. |
| I-ая сессия                                                     | 2—7 февраля 1920                             | Москва           | |
| II-ая сессия                                                    | 16—19 июня 1920                              | Москва           | |
| VIII Всероссийский съезд Советов                                | 22—29 декабря 1920                           | Москва           | Утвердил план ГОЭЛРО по созданию единой энергетической сети РСФСР, принял Земельный кодекс РСФСР, закрепивший за крестьянами выделенную им в пользование землю. Съезд постановил установить Орден Трудового Красного Знамени РСФСР и его знак. Утвердил Положение о чрезвычайном высшем органе РСФСР — Совете труда и обороны (СТО).                                                       |
| I-ая сессия                                                     | 31 декабря 1920                              | Москва           | |
| II-ая сессия                                                    | 19—20 марта 1921                             | Москва           | |
| III-я сессия                                                    | 30—31 мая 1921                               | Москва           | |
| IV-ая сессия                                                    | 5—7 октября 1921                             | Москва           | |
| IX Всероссийский съезд Советов                                  | 23—28 декабря 1921                           | Москва           | Съезд подвёл первые итоги новой экономической политики; принял Декларацию о международном положении РСФСР. |
| I-ая сессия                                                     | 29 декабря 1921                              | Москва           | |
| II-ая чрезвычайная сессия                                       | 27 января 1922                               | Москва           | |
| III-я сессия                                                    | 15—26 мая 1922                               | Москва           | Принял Первый советский уголовный кодекс, закрепивший классовый характер советской уголовной политики. |
| IV-ая сессия                                                    | 23—31 октября 1922                           | Москва           | |
| X Всероссийский съезд Советов                                   | 23—27 декабря 1922                           | Москва           | Принял постановление(26 дек.) об образовании Союза Советских Социалистических Республик; избрал делегацию от РСФСР (И. В. Сталин, М. И. Калинин, В. М. Молотов, Д. А. Коркмасов, Сапронов, А. Енукидзе и др.) для подписания Договора об образовании СССР |
| XI Всероссийский съезд Советов                                  | 19—29 января 1924                            | Москва           | |
| XII Всероссийский съезд Советов                                 | 7—16 мая 1925                                | Москва           | 11 мая принял Конституцию РСФСР 1925 г. |
| XIII Всероссийский съезд Советов                                | 10—16 апреля 1927                            | Москва           | |
| XIV Всероссийский съезд Советов                                 | 10—18 мая 1929                               | Москва           | |
| XV Всероссийский съезд Советов                                  | 26 февраля — 5 марта 1931                    | Москва           | Съезд полностью одобрил деятельность правительства РСФСР, подвёл итоги первых двух лет 1-й пятилетки, поручил правительству обеспечить дальнейшее развитие колхозного движения, продолжать борьбу за всеобщее обучение и полную ликвидацию неграмотности. |
| XVI Всероссийский съезд Советов                                 | 15—23 января 1935                            | Москва           | |
| XVII Всероссийский съезд Советов                                | 15—21 января 1937                            | Москва           | Созван для рассмотрения и утверждения новой Конституции РСФСР, проект которой был разработан в соответствии с Конституцией СССР, утверждённой Восьмым съездом Советов СССР. В соответствие с ней высшим органом власти стал Верховный Совет РСФСР, избираемый населением страны путём прямых выборов.                                                                                      |